# Danh sách địa điểm tổ chức Hoa hậu Hoàn vũ

## Danh sách thông tin về các ấn bản của cuộc thi Hoa hậu Hoàn vũ
Dưới đây là danh sách các ấn bản các năm và thông tin về cuộc thi Hoa hậu Hoàn vũ.
| Năm  | Ấn bản | Chiến thắng        | Ngày             | Địa điểm tổ chức                                                  | Quốc gia           | Tham gia |
| ---- | ------ | ------------------ | ---------------- | ----------------------------------------------------------------- | ------------------ | -------- |
| 1952 | Thứ 01 | Phần Lan           | 28 tháng 6       | Nhà hát thính phòng Long Beach, Long Beach, California            | Hoa Kỳ             | 30       |
| 1953 | Thứ 02 | Pháp               | 17 tháng 7       | Nhà hát thính phòng Long Beach, Long Beach, California            | Hoa Kỳ             | 27       |
| 1954 | Thứ 03 | Hoa Kỳ             | 24 tháng 7       | Nhà hát thính phòng Long Beach, Long Beach, California            | Hoa Kỳ             | 33       |
| 1955 | Thứ 04 | Thụy Điển          | 22 tháng 7       | Nhà hát thính phòng Long Beach, Long Beach, California            | Hoa Kỳ             | 33       |
| 1956 | Thứ 05 | Hoa Kỳ             | 20 tháng 7       | Nhà hát thính phòng Long Beach, Long Beach, California            | Hoa Kỳ             | 30       |
| 1957 | Thứ 06 | Peru               | 19 tháng 7       | Nhà hát thính phòng Long Beach, Long Beach, California            | Hoa Kỳ             | 32       |
| 1958 | Thứ 07 | Colombia           | 26 tháng 7       | Nhà hát thính phòng Long Beach, Long Beach, California            | Hoa Kỳ             | 36       |
| 1959 | Thứ 08 | Nhật Bản           | 24 tháng 7       | Nhà hát thính phòng Long Beach, Long Beach, California            | Hoa Kỳ             | 34       |
| 1960 | Thứ 09 | Hoa Kỳ             | 09 tháng 7       | Nhà hát thính phòng Miami Beach, Miami Beach, Florida             | Hoa Kỳ             | 41       |
| 1961 | Thứ 10 | Tây Đức            | 15 tháng 7       | Nhà hát thính phòng Miami Beach, Miami Beach, Florida             | Hoa Kỳ             | 48       |
| 1962 | Thứ 11 | Argentina          | 14 tháng 7       | Nhà hát thính phòng Miami Beach, Miami Beach, Florida             | Hoa Kỳ             | 51       |
| 1963 | Thứ 12 | Brazil             | 20 tháng 7       | Nhà hát thính phòng Miami Beach, Miami Beach, Florida             | Hoa Kỳ             | 50       |
| 1964 | Thứ 13 | Hy Lạp             | 01 tháng 8       | Nhà hát thính phòng Miami Beach, Miami Beach, Florida             | Hoa Kỳ             | 59       |
| 1965 | Thứ 14 | Thái Lan           | 24 tháng 7       | Nhà hát thính phòng Miami Beach, Miami Beach, Florida             | Hoa Kỳ             | 57       |
| 1966 | Thứ 15 | Thụy Điển          | 16 tháng 7       | Nhà hát thính phòng Miami Beach, Miami Beach, Florida             | Hoa Kỳ             | 58       |
| 1967 | Thứ 16 | Hoa Kỳ             | 15 tháng 7       | Nhà hát thính phòng Miami Beach, Miami Beach, Florida             | Hoa Kỳ             | 56       |
| 1968 | Thứ 17 | Brazil             | 13 tháng 7       | Nhà hát thính phòng Miami Beach, Miami Beach, Florida             | Hoa Kỳ             | 65       |
| 1969 | Thứ 18 | Philippines        | 19 tháng 7       | Nhà hát thính phòng Miami Beach, Miami Beach, Florida             | Hoa Kỳ             | 61       |
| 1970 | Thứ 19 | Puerto Rico        | 11 tháng 7       | Nhà hát thính phòng Miami Beach, Miami Beach, Florida             | Hoa Kỳ             | 63       |
| 1971 | Thứ 20 | Liban              | 24 tháng 7       | Nhà hát thính phòng Miami Beach, Miami Beach, Florida             | Hoa Kỳ             | 60       |
| 1972 | Thứ 21 | Úc                 | 29 tháng 7       | Khách sạn Cerromar Beach, Dorado                                  | Puerto Rico        | 61       |
| 1973 | Thứ 22 | Philippines        | 21 tháng 7       | Nhà hát Herod Atticus, Athens                                     | Hy Lạp             | 61       |
| 1974 | Thứ 23 | Tây Ban Nha        | 21 tháng 7       | Trung tâm Văn hóa Philippines, Pasay, Vùng đô thị Manila          | Philippines        | 65       |
| 1975 | Thứ 24 | Phần Lan           | 19 tháng 7       | Trung tâm Quốc gia José Adolfo Pineda, San Salvador               | El Salvador        | 71       |
| 1976 | Thứ 25 | Israel             | 11 tháng 7       | Nhà hát Lợi Vũ Đài, Vịnh Đồng La                                  | Hồng Kông          | 72       |
| 1977 | Thứ 26 | Trinidad và Tobago | 16 tháng 7       | Nhà hát Quốc gia, Santo Domingo                                   | Cộng hòa Dominica  | 80       |
| 1978 | Thứ 27 | Nam Phi            | 24 tháng 7       | Trung tâm hội nghị Acapulco, Acapulco, Guerrero                   | Mexico             | 75       |
| 1979 | Thứ 28 | Venezuela          | 20 tháng 7       | Trung tâm Giải trí Perth, Perth, Tây Úc                           | Úc                 | 75       |
| 1980 | Thứ 29 | Hoa Kỳ             | 08 tháng 7       | Trung tâm Văn hóa Sejong, Seoul                                   | Hàn Quốc           | 69       |
| 1981 | Thứ 30 | Venezuela          | 20 tháng 7       | Nhà hát Minskoff, Thành phố New York, New York                    | Hoa Kỳ             | 75       |
| 1982 | Thứ 31 | Canada             | 26 tháng 7       | Sân vận động Amauta, Lima                                         | Peru               | 77       |
| 1983 | Thứ 32 | New Zealand        | 11 tháng 7       | Thính phòng Kiel, St. Louis, Missouri                             | Hoa Kỳ             | 80       |
| 1984 | Thứ 33 | Thụy Điển          | 09 tháng 7       | Trung tâm James L. Knight, Miami, Florida                         | Hoa Kỳ             | 81       |
| 1985 | Thứ 34 | Puerto Rico        | 15 tháng 7       | Trung tâm James L. Knight, Miami, Florida                         | Hoa Kỳ             | 79       |
| 1986 | Thứ 35 | Venezuela          | 21 tháng 7       | Trung tâm Hội nghị ATLAPA, Thành phố Panama                       | Panama             | 77       |
| 1987 | Thứ 36 | Chile              | 27 tháng 5       | Trung tâm Harbourfront, Singapore                                 | Singapore          | 68       |
| 1988 | Thứ 37 | Thái Lan           | 24 tháng 5       | Sân vận động Lâm Khẩu, Đài Bắc                                    | Đài Loan           | 66       |
| 1989 | Thứ 38 | Hà Lan             | 23 tháng 5       | Khách sạn Fiesta Americana Condesa, Cancún, Quintana Roo          | Mexico             | 76       |
| 1990 | Thứ 39 | Na Uy              | 15 tháng 4       | Nhà hát Shubert, Los Angeles, California                          | Hoa Kỳ             | 71       |
| 1991 | Thứ 40 | Mexico             | 17 tháng 5       | Nhà hát AXIS, Las Vegas, Nevada                                   | Hoa Kỳ             | 73       |
| 1992 | Thứ 41 | Namibia            | 08 tháng 5       | Trung tâm Hội nghị Quốc tế Queen Sirikit, Băng Cốc                | Thái Lan           | 78       |
| 1993 | Thứ 42 | Puerto Rico        | 21 tháng 5       | Thính phòng Quốc gia, Thành phố México                            | Mexico             | 79       |
| 1994 | Thứ 43 | Ấn Độ              | 21 tháng 5       | Trung tâm Hội nghị Quốc tế Philippines, Pasay, Vùng đô thị Manila | Philippines        | 77       |
| 1995 | Thứ 44 | Hoa Kỳ             | 12 tháng 5       | Khu nghỉ dưỡng Windhoek, Windhoek                                 | Namibia            | 82       |
| 1996 | Thứ 45 | Venezuela          | 17 tháng 5       | Nhà hát AXIS, Las Vegas, Nevada                                   | Hoa Kỳ             | 79       |
| 1997 | Thứ 46 | Hoa Kỳ             | 16 tháng 5       | Trung tâm Hội nghị Miami Beach, Miami Beach, Florida              | Hoa Kỳ             | 74       |
| 1998 | Thứ 47 | Trinidad và Tobago | 12 tháng 5       | Trung tâm Stan Sheriff, Honolulu, Hawaii                          | Hoa Kỳ             | 81       |
| 1999 | Thứ 48 | Botswana           | 26 tháng 5       | Trung tâm Hội nghị Chaguaramas, Chaguaramas                       | Trinidad và Tobago | 84       |
| 2000 | Thứ 49 | Ấn Độ              | 12 tháng 5       | Trung tâm Thể thao Eleftheria, Nicosia                            | Síp                | 79       |
| 2001 | Thứ 50 | Puerto Rico        | 11 tháng 5       | Sân vận động Rubén Rodríguez, Bayamón                             | Puerto Rico        | 77       |
| 2002 | Thứ 51 | Nga (Truất ngôi)   | 29 tháng 5       | Sân vận động Roberto Clemente, San Juan                           | Puerto Rico        | 75       |
| 2002 | Thứ 51 | Panama (Thay thế)  | 29 tháng 5       | Sân vận động Roberto Clemente, San Juan                           | Puerto Rico        | 75       |
| 2003 | Thứ 52 | Cộng hòa Dominica  | 03 tháng 6       | Trung tâm Hội nghị Figali, Thành phố Panama                       | Panama             | 71       |
| 2004 | Thứ 53 | Úc                 | 01 tháng 6       | Trung tâm Hội nghị CEMEXPO, Quito                                 | Ecuador            | 80       |
| 2005 | Thứ 54 | Canada             | 31 tháng 5       | Hội trường Impact, Băng Cốc                                       | Thái Lan           | 81       |
| 2006 | Thứ 55 | Puerto Rico        | 23 tháng 7       | Thính phòng Shrine, Los Angeles, California                       | Hoa Kỳ             | 86       |
| 2007 | Thứ 56 | Nhật Bản           | 28 tháng 5       | Nhà hát Thính phòng Quốc gia, Thành phố México                    | Mexico             | 77       |
| 2008 | Thứ 57 | Venezuela          | 14 tháng 7       | Trung tâm Hội nghị Hoàn Vũ, Nha Trang, Khánh Hòa                  | Việt Nam           | 80       |
| 2009 | Thứ 58 | Venezuela          | 23 tháng 8       | Khu nghỉ dưỡng Atlantis, Nassau                                   | Bahamas            | 84       |
| 2010 | Thứ 59 | Mexico             | 23 tháng 8       | Trung tâm Sự kiện Mandalay Bay, Las Vegas, Nevada                 | Hoa Kỳ             | 83       |
| 2011 | Thứ 60 | Angola             | 12 tháng 9       | Citibank Hall, São Paulo, São Paulo                               | Brazil             | 89       |
| 2012 | Thứ 61 | Hoa Kỳ             | 19 tháng 12      | Nhà hát AXIS, Las Vegas, Nevada                                   | Hoa Kỳ             | 89       |
| 2013 | Thứ 62 | Venezuela          | 09 tháng 11      | Tòa Thị chính Crocus, Krasnogorsk, Moskva                         | Nga                | 86       |
| 2014 | Thứ 63 | Colombia           | 25 tháng 1, 2015 | FIU Arena, Đại học Park, Miami, Florida                           | Hoa Kỳ             | 88       |
| 2015 | Thứ 64 | Philippines        | 20 tháng 12      | Nhà hát AXIS, Las Vegas, Nevada                                   | Hoa Kỳ             | 80       |
| 2016 | Thứ 65 | Pháp               | 30 tháng 1, 2017 | Khu thương mại Asia Arena, Pasay, Vùng đô thị Manila              | Philippines        | 86       |
| 2017 | Thứ 66 | Nam Phi            | 26 tháng 11      | Nhà hát AXIS, Las Vegas, Nevada                                   | Hoa Kỳ             | 92       |
| 2018 | Thứ 67 | Philippines        | 17 tháng 12      | Hội trường Impact, Băng Cốc                                       | Thái Lan           | 94       |
| 2019 | Thứ 68 | Nam Phi            | 08 tháng 12      | Phim trường Tyler Perry, Atlanta, Georgia                         | Hoa Kỳ             | 90       |
| 2020 | Thứ 69 | Mexico             | 16 tháng 5, 2021 | Khu nghỉ dưỡng và Sòng bạc Seminole Hard Rock, Hollywood, Florida | Hoa Kỳ             | 74       |
| 2021 | Thứ 70 | Ấn Độ              | 13 tháng 12      | Universe Dome, Eilat                                              | Israel             | 80       |
| 2022 | Thứ 71 | Hoa Kỳ             | 14 tháng 1, 2023 | Trung tâm Hội nghị Ernest N. Morial, New Orleans, Louisiana       | Hoa Kỳ             | 84       |
| 2023 | Thứ 72 | Nicaragua          | 18 tháng 11      | Đấu trường José Adolfo Pineda, San Salvador, El Salvador          | El Salvador        | 84       |
| 2024 | Thứ 73 | Đan Mạch           | 16 tháng 11      | Đấu trường Thành phố Mexico, Thành phố Mexico, Mexico             | Mexico             | 125      |
| 2025 | Thứ 74 |                    | 21 tháng 11      | Hội trường Impact, Băng Cốc                                       | Thái Lan           |          |

## Số lần tổ chức của các quốc gia/lãnh thổ
| Quốc gia/Lãnh thổ  | Số lần | Năm |
| ------------------ | ------ | --- |
| Hoa Kỳ             | 38     | 1952 – 1971, 1981, 1983 – 1985, 1990 – 1991, 1996 – 1998, 2006, 2010, 2012, 2014, 2015, 2017, 2019, 2020, 2022 |
| Mexico             | 5      | 1978, 1989, 1993, 2007, 2024                                                                                   |
| Thái Lan           | 4      | 1992, 2005, 2018, 2025                                                                                         |
| Philippines        | 3      | 1974, 1994, 2016                                                                                               |
| Puerto Rico        | 3      | 1972, 2001, 2002                                                                                               |
| El Salvador        | 2      | 1975, 2023 |
| Panama             | 2      | 1986, 2003 |
| Israel             | 1      | 2021 |
| Nga                | 1      | 2013 |
| Brazil             | 1      | 2011 |
| Bahamas            | 1      | 2009 |
| Việt Nam           | 1      | 2008 |
| Ecuador            | 1      | 2004 |
| Síp                | 1      | 2000 |
| Trinidad và Tobago | 1      | 1999 |
| Namibia            | 1      | 1995 |
| Đài Loan           | 1      | 1988 |
| Singapore          | 1      | 1987 |
| Peru               | 1      | 1982 |
| Hàn Quốc           | 1      | 1980 |
| Úc                 | 1      | 1979 |
| Cộng hòa Dominica  | 1      | 1977 |
| Hồng Kông          | 1      | 1976 |
| Hy Lạp             | 1      | 1973 |